# کرت برینکمن
کرت برینکمن (انگلیسی: Curt Brinkman؛ ۲۱ نوامبر ۱۹۵۳ – ۸ سپتامبر ۲۰۱۰) ورزشکار و از برندگان مدال طلا پارالمپیک اهل ایالات متحده آمریکا بود. او از دانش آموختگان دانشگاه بریگم یانگ است.

## جوایز
- مدال طلا پارالمپیک
- مدال نقره پارالمپیک
- مدال برنز پارالمپیک